# Rã-da-areia-tremelo
A rã-da-areia-tremelo (nome científico: Tomopterna cryptotis, antiga nomenclatura: Rana cryptotis) é uma espécie de anfíbio da família Pyxicephalidae, que pode ser encontrada em Angola, em Botsuana, nos Camarões, no Lesoto, no Malauí, no Mali, na Mauritânia, em Moçambique, na Namíbia, no Niger, na Nigéria, em Senegal, na África do Sul, no Sudão, no Sudão do Sul, em Essuatíni, na Tanzânia, na Zâmbia e em Zimbábue, habitando savanas secas, campos e áreas semi-desérticas.

## Descrição
É uma espécie de tamanho pequeno a médio, medindo geralmente entre 38 e 51 milímetros. A coloração de seu dorso pode ser mosqueada ou reticulada, apresentando como cor primária o marrom ou o bege, além de apresentar inúmeras manchas marrons, verdes ou vermelhas, que podem ter as bordas pretas. Seu lábio superior apresenta uma mancha escura, assim como em suas extremidades corporais. Os machos possuem a garganta totalmente escura. Sua pele é coberta por inúmeras verrugas e seu ventre é liso. Não possuem glândulas parotoides e seu tímpano é arredondado, apesar de não ser visível. Sua pupila é oval e horizontal.

## Comportamento
Devido a natureza dos locais que a espécie habita, com baixo nível de pluviosidade e altas temperaturas, a espécie passa a maior parte do tempo enterrada a uma profundidade maior que meio metro, só emergindo durante a noite ou fortes chuvas. Quando se sentem incomodados, eles tem o hábito de inflar o corpo. Seus principais predadores são o cabeça-de-martelo (Scopus umbretta) e a coruja-das-torres (Tyto alba). Se alimentam principalmente de artrópodes, como besouros, cupins, lagartas e formigas.
Seu período reprodutivo coincide com o início das chuvas da primavera, com os machos se movendo para corpos d'água depois delas para vocalizar. Seu coaxar é composto por uma série de chamados de alta frequência, que pode ser representado de maneira onomatopeica "KiKiKi". Após a fêmea escolher o macho e realizar o amplexo, a mesma se encaminha para a parte mais rasa e deposita entre 2 a 3 mil ovos, que medem 1,5 milímetros e são pigmentados, eclodindo em 2 ou 3 dias. O girino mede no máximo 39 milímetros e é robusto, oval e parcialmente plano, tendo coloração preta com pequenas pintas douradas no ventre e com a cauda transparente. Nesta fase da vida, podem ser predados por aranhas-pescadoras ou terrapins. Sua metamorfose dura entre três e cinco semanas e termina em um imago de 12 milímetros.